# Geometricky jednoduchá plocha
Geometricky jednoduchá plocha (také facety, elementární povrchy) slouží v morfometrii k základní plošné charakteristice reliéfu a je s ostatními geometricky jednoduchými plochami oddělena hranami (lomy spádu). Vznikají zpravidla činností jednoho daného pochodu, který působí v jednom daném směru, hovoříme v tom případě o geneticky stejnorodých plochách.

## Vlastnosti
Geometricky jednoduché plochy se dále charakterizují dle vzhledu, sklonu, orientace, expozice.
- Vzhled plochy závisí na průběhu spádnic mezi vrcholovými a depresními body. Dělí se tak na:
  - lineární – spádnicová síť je paralelní
  - konkávní – průběh spádnic je z bodů vrcholový dolů do bodů depresních
  - konvexní – průběh spádnic je z bodů depresních nahoru do bodů vrcholových
- Sklon plochy popisuje úhel sevřený terénem a vodorovnou rovinou. Udává se ve stupních a dělí se podle něj geometrické plochy:
  - rovinné – 0 až 2°
  - mírně skloněné – 2 až 5°
  - značně skloněné – 5 až 15°
  - příkře skloněné – 15 až 25°
  - velmi příkře skloněné – 25 až 35°
  - srázy – 35 až 55°
  - stěny – 55° a více
- Orientace plochy označuje polohu geometricky jednoduché plochy vůči světovým stranám. K vybrané spádnici se vede tečna, která má vůči severnímu směru určitý úhel, podle kterého  se následně určí, ke které světové straně je daná plocha orientována.
- Expozice plochy popisuje míru vystavení georeliéfu dané geometricky jednoduché plochy působení exogenním činitelem.